# Cratere Pikel'ner
Pikel'ner è un cratere lunare di 40,96 km situato nella parte sud-occidentale della faccia nascosta della Luna.